# 浅野智治
浅野 智治（あさの ともはる、1971年4月17日 - ）は、岡山県総社市出身の元プロ野球選手（投手）、少年野球指導者。アサノ・ベースボール・アカデミー代表。
1992年から1994年は浅野友晴、1997年から1998年は浅野伴治の登録名を使用した（いずれも読み同じ）。

## 来歴・人物
岡山南高では3年春に中国大会ベスト4、夏は県大会準決勝まで進むが登板はなく敗退。1989年のプロ野球ドラフト会議で読売ジャイアンツから6位指名され入団。社会人野球の熊谷組の内定を断り入団した。甲子園経験はなくとも140km/h台後半の速球を誇る本格派右腕として、高校球界No.1とスカウトの間では騒がれていた。武器はカーブ、フォークボール。
プロ入り後は、入団早々肩の故障を繰り返し投手としてのダメージを負った。それでも最高153km/hの速球を持っていたが一軍には上がれずに8年目を終えた1997年オフに自由契約となり、近鉄バファローズのテストを受けて合格する。しかし、1998年も一軍登板は無く、同年限りで現役を引退した。
引退後は地元岡山県に戻り、父が営む建設業を手伝う傍らで、2005年頃より小中学生向けの野球塾「アサノ・ベースボール・アカデミー」（浅野野球塾）をオープン。過去の塾生に引地秀一郎（楽天）がいる。少年野球指導実績を買われ、2020年6月27日には古巣・巨人とOBスカウトとしての契約を締結。岡山エリアの有望選手の情報を巨人に提供する役割を担っている。社会人で構成された軟式野球チームも率いており、全国大会出場を果たした。

## 詳細情報

### 年度別投手成績
- 一軍公式戦出場なし

### 背番号
- 63 （1990年 - 1994年）
- 57 （1995年 - 1997年）
- 67 （1998年）

### 登録名
- 浅野 智治 （あさの ともはる、1990年 - 1991年、1995年 - 1996年）
- 浅野 友晴 （あさの ともはる、1992年 - 1994年）
- 浅野 伴治 （あさの ともはる、1997年 - 1998年）